# Iván Darvas

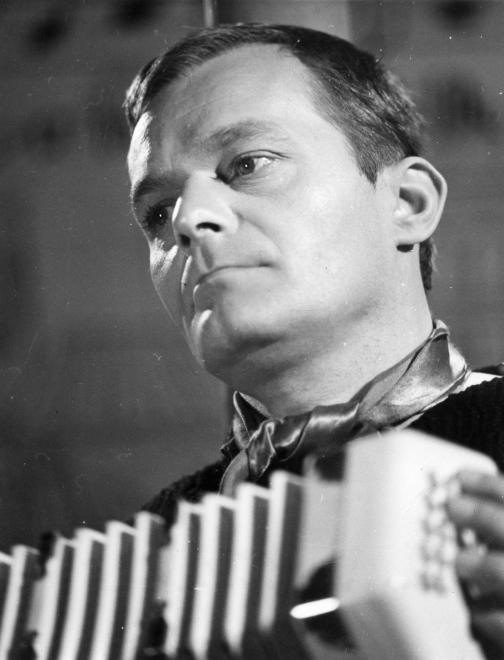
Iván Darvas (1968)

 Iván Darvas  (* 14. Juni 1925 als Szilárd Darvas in Behynce (dt. Behintz) in der heutigen Slowakei; † 3. Juni 2007 in Budapest) war ein ungarischer Schauspieler und Parlamentsabgeordneter.

## Leben
Als Sohn von János Darvas und Antoninya Jevdokimova verbrachte er seine Kindheit in Prag, wo sein Vater als Zeitungsredakteur arbeitete. Weil seine Mutter russischstämmig war und er eine deutsche Schule besuchte, lernte er beide Sprachen bereits im Kindesalter.
Nach der Grundschule ging Darvas auf die Schauspielakademie, die er jedoch nicht beendete. Schuld daran war zum einen der Zweite Weltkrieg, zum anderen bekam er 1946 eine Anstellung im Művész Színház bei Zoltán Várkonyi. Zu dieser Zeit nahm er den Namen Iván an, um nicht mit dem Humoristen Szilárd Darvas verwechselt zu werden. Ab 1949 arbeitete er im Madách Színház.
Nach dem Aufstand von 1956 war er 22 Monate lang im Gefängnis. Anschließend arbeitete er als Hilfsarbeiter. Erst 1965 kehrte er auf die Bühne zurück – ins Vígszínház (dt. Lustspieltheater) zu Várkonyi, bei dem er bis 1989 blieb. 1972 heiratete er seine Frau Irén Morocza.
Von 1990 bis 1994 war er für die SZDSZ im Ungarischen Parlament und nebenbei freischaffender Schauspieler.

## Filme
- 1952: Pusztaklänge (Erkel)
- 1953: Föltámadott a tenger
- 1954: Liliomfi
- 1954: Rokonok
- 1954: Vierzehn Menschenleben (Életjel)
- 1955: Der Fall Judith B. (Gázolás)
- 1955: Budapester Frühling (Budapesti tavasz)
- 1955: A 9-es kórterem
- 1956: Mese a 12 találatról
- 1956: Dollárpapa
- 1957: Gerolsteini kaland
- 1957: Eine Sonntagsliebe (Bakaruhában)
- 1963: Férjhez menni tilos
- 1963: Die Lerche (Pacsirta)
- 1964: Miért rosszak a magyar filmek?
- 1964: Majestät auf Abwegen (Mit csinál felséged 3-tól 5-ig?)
- 1964: Die zweite Liebe (Igen)
- 1964: Die Patienten des Dr. Aradi (Új Gilgames)
- 1965: Der Korporal und die anderen (A tizedes meg a többiek)
- 1965: Liebe ist verboten (Tilos a szerelem)
- 1966: Die Fehde der Geier (Egy magyar nábob)
- 1966: Die Vergeltung (Kárpáthy Zoltán)
- 1966: Kalte Tage (Hideg napok)
- 1966: Die Treue der Eva (Sok hüség semmiért)
- 1966. Die Fehde der Geier (Egy magyar nábob)
- 1967: Die Jungen vom Platz (Fiúk a térről)
- 1967: Drei Nächte einer Liebe (Egy szerelem három éjszakája)
- 1968: Die Jungen vom Platz (Fiúk a térröl)
- 1968: Eine Studie über die Frauen (Tanulmány a nökröl)
- 1969: Familie Tóth (Isten hozta, őrnagy úr!)
- 1970: Urlaub ohne Jenö (A nagy kék jelzés)
- 1970: Liebe (Szerelem)
- 1971: Adrift (Touha zvaná Anada)
- 1973: Hét tonna dollár
- 1974: A Pendragon legenda
- 1994: Tod im seichten Wasser (Halál sekély vízben)
- 1999: A Morel fiú (Kurzfilm)
- 1999: Beresina oder Die letzten Tage der Schweiz
- 2000: Film...
- 2002: Im Schatten der Brücke (A Hídember)

## Preise und Auszeichnungen
- Kossuth-Preis (1978, 1998)
- Mari-Jászai-Preis (1955, 1967)
- Verdienter Künstler (1969)
- Ausgezeichneter Künstler (1975)
- Erzsébet-Preis (1989)
- Eva-Ruttkai-Ring (1989)
- Maecenas-Preis (1999)
- Bester männlicher Schauspieler der Ungarischen Filmfestspiele (2000)
- Nationalschauspieler (2000)
- Preis der Filmkritiker (2001)
- Miklós-Radnóti-Preis (2001)
- Gundel Kunstpreis (2001)
- Pro Urbe Budapest (2001)
- Nagy Imre Érdemérem (2002)
- Prima Primissima-Preis (2003)
- Großkreuz des Verdienstordens der Republik Ungarn (2005)